# Хорватські лейбористи – Партія праці
Хорватські лейбористи – Партія праці (хорв. Hrvatski laburisti - Stranka rada) — ліва, популістська політична партія в Хорватії. Офіційні кольори партії — синій і жовтогарячий.
Створена в 2010 році колишнім профспілковим діячем і депутатом парламенту від Хорватської народної партії Драгутіном Лесаром, який був єдиним членом цієї партії в парламенті VI скликання.
На парламентських виборах у Хорватії 2011 року партія здобула шість місць у парламенті.